# تيلينوفيلا

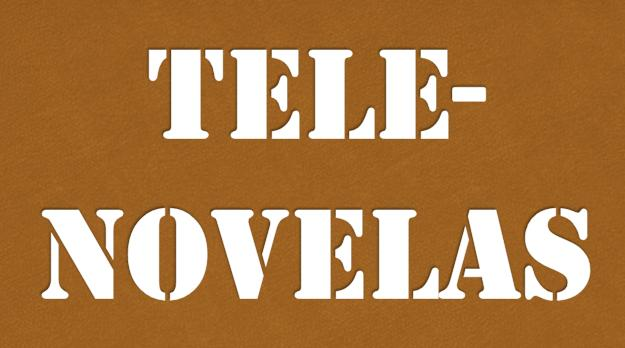
شعار تيلينوفيلا

تيلينوفيلا (بالإسبانية: telenoˈâela؛ بالبرتغالية: telenoˈvɛlɐ) هو مصطلح يطلق على مسلسلات الدراما الشعبية التلفزيونية أو المسلسلات التلفزيونية الطويلة التي تعرض في قنوات الدول الناطقة باللغة الإسبانية في كل من أمريكا اللاتينية، والبرتغال، والفلبين، وإسبانيا وأمريكا الشمالية ولا سيما المكسيك والولايات المتحدة. وتتكون الكلمة من مختصر كلمتين مركبتين هما: تيلي اختصار بالإسبانية والبرتغالية لكلمة تلفزيون، ونوفيلا كلمة إسبانية برتغالية تعني رواية فكلمة تيلينوفيلا هي رواية تلفزيونية.

## وصلات خارجية
- مسلسلات تيلينوفيلا على المباشر
- مدخل إلى الرواية التلفزيونية
- الـ«تيلينوفيلا» مرآة للمجتمع البرازيلي
- الرواية التلفزيونية حكاية فن لم يولد من الخاصرة